# Mučenkovité

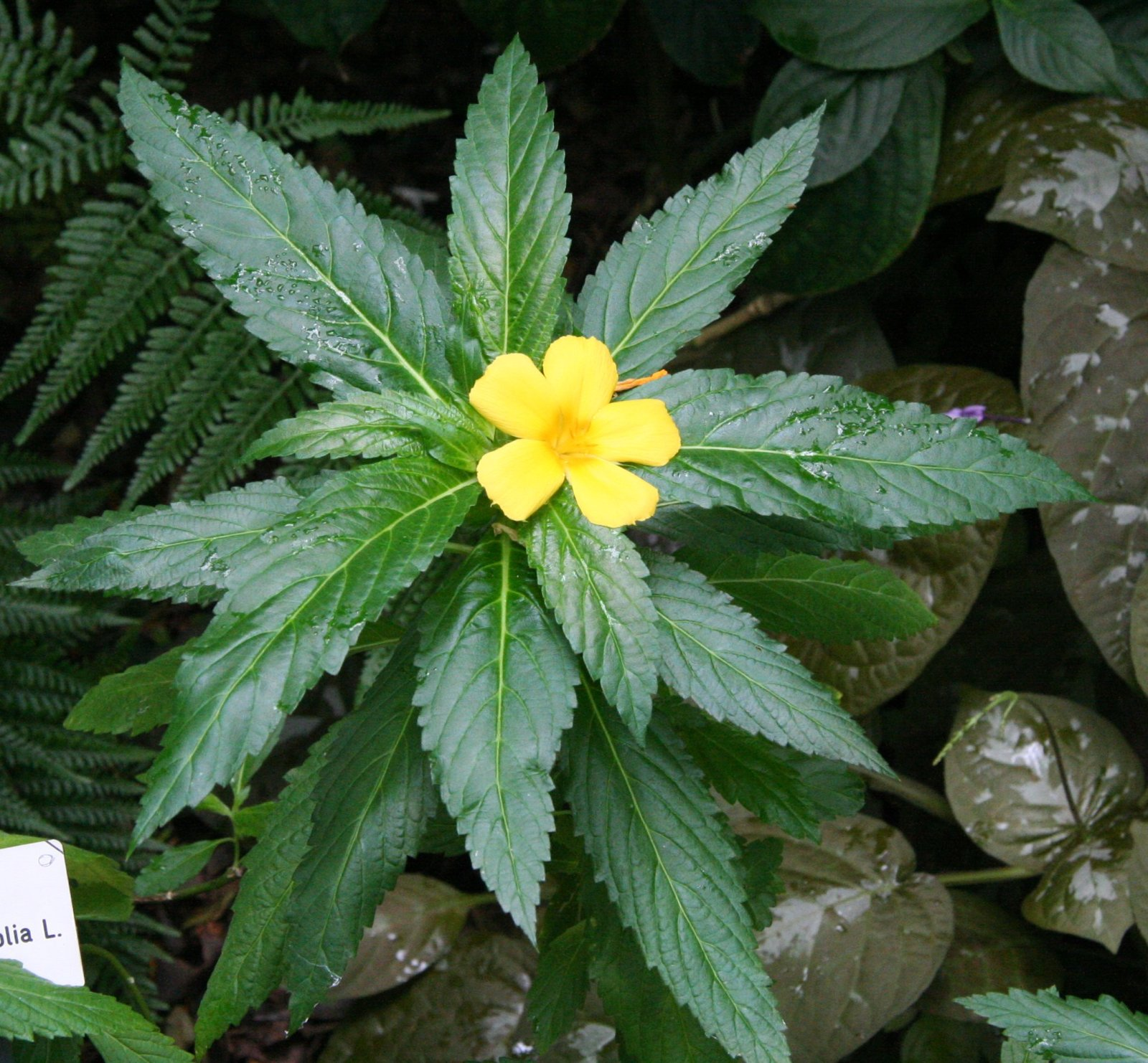
Pastala Turnera ulmifolia

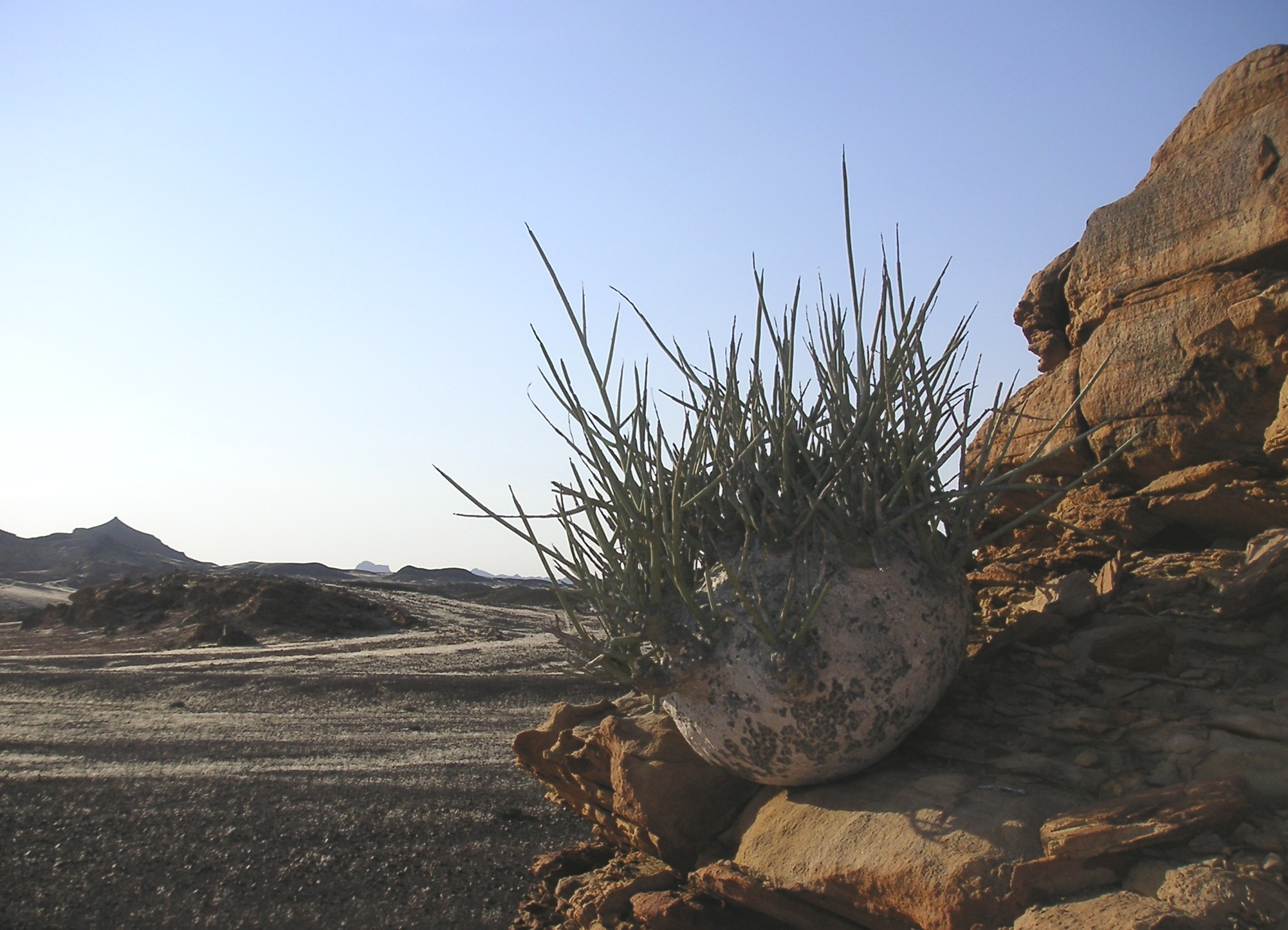
Adenia pechuelii

Mučenkovité (Passifloraceae) je čeleď vyšších dvouděložných rostlin z řádu malpígiotvaré (Malpighiales). Zahrnuje asi 1000 druhů a je rozšířena v tropech celého světa, místy přesahuje i do mírného pásu. Jsou to byliny i dřeviny obvykle s jednoduchými listy a pravidelnými květy. Ze známých rostlin sem patří mučenka, pěstovaná jako okrasná liána. Pastala rozprostřená je používána jako afrodisiakum.
V současné taxonomii jsou součástí čeledi mučenkovité i bývalé čeledi Turneraceae a Malesherbiaceae.

## Popis
Zástupci mučenkovitých jsou byliny, keře i liány se střídavými jednoduchými nebo zřídka dlanitě složenými listy s opadavými palisty nebo bez palistů. Čepel listů je celistvá nebo dlanitě či zpeřeně členěná, se zpeřenou nebo dlanitou žilnatinou, celokrajná nebo zubatá. Květy jsou pravidelné, nejčastěji pětičetné, jednotlivé nebo ve vrcholících, hroznech či latách. Kalich i koruna jsou složeny z 5 (výjimečně ze 3 až 8) volných nebo na bázi srostlých lístků. Tyčinek je 5 nebo mnoho, jsou volné nebo přirostlé ke gynoforu. U zástupců podčeledi Passifloroideae jsou v počtu 15 až mnoho přítomna staminodia. Semeník je svrchní, srostlý ze 3 (2 až 5) plodolistů, s jedinou komůrkou. V každém plodolistu je 7 až velmi mnoho vajíček. Čnělka je 1 nebo až 5, volných či na bázi srostlých. Plodem je tobolka nebo bobule.

## Rozšíření
Čeleď zahrnuje téměř 1000 druhů v 27 rodech. Je rozšířena v tropech celého světa s hojnými přesahy do teplých oblastí mírného pásu. Největší
rody jsou mučenka (Passiflora, přes 500 druhů), pastala (Turnera, 122 druhů) a Adenia (100 druhů).

## Taxonomie
V systému APG III byly sloučeny čeledi Turneraceae (10 rodů, především tropy),
Malesherbiaceae (27 druhů v jediném rodu, jihoamerické Andy) a mučenkovité (Passifloraceae). Těmto čeledím odpovídá i současné
členění na podčeledi: Turneroideae, Malesherbioideae a Passifloroideae.
Podle kladogramů APG je nejblíže příbuznou větví čeleď violkovité (Violaceae).

## Zástupci
- adénie (Adenia)
- mučenka (Passiflora)
- pastala (Turnera)[1]

## Význam
Různé druhy rodu mučenka (Passiflora) poskytují ovoce lokálního nebo i mezinárodního (Passiflora edulis) významu.
Pro nápadné květy jsou některé druhy mučenek pěstovány pro okrasu, nejznámější je Passiflora caerulea.
Několik druhů je také využíváno místně v lidové medicíně.

## Seznam rodů
(včetně bývalých čeledí Malesherbiaceae a Turneraceae)
Adenia,
Adenoa,
Afroqueta,
Ancistrothyrsus,
Androsiphonia,
Arboa,
Barteria,
Basananthe,
Crossostemma,
Deidamia,
Dilkea,
Efulensia,
Erblichia,
Hyalocalyx,
Loewia,
Malesherbia,
Mathurina,
Mitostemma,
Paropsia,
Paropsiopsis,
Passiflora,
Piriqueta,
Schlechterina,
Smeathmannia,
Stapfiella,
Streptopetalum,
Tricliceras,
Turnera,
Viridivia